# Элвистл ап Ауст
Элвистл ап Ауст (валл. Elwystl ap Awst; 725—750) — правитель Брихейниога (примерно 720—735).

## Биография
В 730 году умер Райн ап Кадуган и королём Диведа стал его старший сын Теудос. А другой сын (или же это один и тот же) Теудур, стал соправителем в Брихейниоге. Около 735 года умирает Ауст ап Кадуган, Ауст как его сын наследует ему.
Он и его отец упоминаются в Книге Лландафа как Аугуст и Элгистил. Элвистл также упоминается в Книге Лландафа как современник епископа Гурвана и Теудура, другого короля в Брихейниоге. Элвистл и Теудур поклялись сохранить мир друг с другом, но дьявол заставил Теудура нарушить мир и убить Элвистла. Венди Дэвис датирует это событие 750 годом. Хью Томас предположил, что Элвистл был двоюродным братом Теудура. У него не было детей, все его территории прибрал Теудур, став единоличным правителем.
Элвистл - это немного проблема, поскольку он часто, похоже, путается с Элиседом, сыном короля Теудоса или Теудура, упомянутого выше. Существует также Элисед ап Райн, брат Теудура, как-будто только для того, чтобы еще больше навести смуту. Это оставляет вопрос о том, кем был Элвистл ап Ауст. Элисед показан генеалогиях от Жезус Колледж с дочерью по имени Санант, но его отец не показан, что означает, что он может быть любым из трех кандидатов (хотя, скорее всего, только два старших кандидата). Санант выходит замуж за Ноуи Старого, которого также называли Ноуи ап Теудуром (сыном Теудера или, скорее, зятем, только что упомянутого брака).
Могут ли оба Элиседа быть одним и тем же человеком? Это наиболее вероятное объяснение, учитывая сходство их дат. Оба были бы достаточно взрослыми в 730 году, чтобы уже иметь дочь, которая могла бы выйти замуж за преемника всех правящих правителей и князей своего поколения. При Ноуи, государство, кажется, возвращается к одному верховному правителю (если это уже не было при сыновьях Теудоса, причем один из них обладал превосходством над другими).